# ضحاك (اسم)
ضحاك هو اسم علم مذكر من أصل فارسية، ومعناه هو صيغة مبالغة من اسم الفاعل ضاحك، الكثير الضحك.

## وصلات خارجية
- موسوعة السلطان قابوس لأسماء العرب نسخة محفوظة 5 أبريل 2019 على موقع واي باك مشين.